# Артур Конан Дојл
Сер Артур Игнејшус Конан Дојл (енгл. Sir Arthur Ignatius Conan Doyle; Единбург, 22. мај 1859 — Минстид, 7. јул 1930) био је британски аутор детективских романа, најпознатији као „отац“ Шерлока Холмса и доктора Вотсона.

## Биографија
Рођен је 1859. у Единбургу од родитеља Ираца који су емигрирали у Шкотску. С девет година послат је у исусовачку школу у Стонихерсту, а 1875. одбацио је хришћанство и постао агностик. Од 1876. до 1881. студирао је медицину у Единбургу, те обављао праксу у Астону (данас предграђу Бирмингема). Након студија постао је бродски љекар и отпловио на западноафричку обалу, а 1882. започео је приватну праксу у Плимуту. Докторирао је 1885. Његова је пракса била неуспјешна, а чекајући пацијенте писао би књиге. Прво му је дјело изашло у Чејмберс Единбург журналу прије његове двадесете године.
Озбиљније се посветио књижевности недуго након пресељења у одмаралиште Саутси. Прво му је значајније дјело било „Црвена нит“ које је изашло у часопису Битонс крисмас енјуал 1887. и у којем се први пут појављује Шерлок Холмс, књижевни лик заснован на доктору Џозефу Белу. Занимљиво је да је Радјард Киплинг честитајући Дојлу на успјеху упитао: „Је ли то мој стари пријатељ, Др Џо?”. За живота у Саутсију помогао је оснивању ФК Портсмута и наступао као њихов први голман.
Године 1885. оженио је Луизу Хокинс, која је боловала од туберкулозе и на крају преминула 1906. Године 1907. његова друга жена постала је Џин Лејки у коју се заљубио 1897. и с њом одржавао платонску везу због вјерности првој жени. Дојл је имао петоро дјеце, двоје с првом женом (Мери и Кингсли) и троје с другом (Џин, Денис и Адријан).
Године 1890. проучавао је око у Бечу, а 1891. преселио се у Лондон гдје је имао праксу као офталмолог. То му је дало више времена за писање, а у новембру 1891. писао је мајци: Мислим како би било добро убити Холмса... и завршити с њим заувијек. Одвлачи ми мисли од важнијих ствари. То је и направио у децембру 1893. у дјелу Последњи проблем описавши борбу Холмса с највећим непријатељем професором Моријартијем у којој су обојица погинули у паду с водопада. Након протеста читалаца оживио га је у дјелу Авантура празне куће с објашњењем да је само Моријарти преминуо, а Холмс је инсценирао своју смрт како би се обрачунао са својим другим непријатељима. Шерлок Холмс се појавио у још 56 кратких прича и у четири Дојлова романа, те у романима других аутора.
Након Бурског рата у Јужноафричкој Унији и међународних оптужби против Уједињеног Краљевства због почињених злочина, Дојл је написао памфлет Рат у Јужној Африци, преведен на многе свјетске језике, у којем је оправдавао понашање Британаца у рату. Дојл је вјеровао да му је баш тај памфлет донио титулу сер и мјесто замјеника представника круне у Сарију 1902. Написао је и дужу књигу Велики Бурски рат 1900.Почетком 20. века кандидовао се за парламент као либерал у Единбургу и у Бордер Боргу, али није успио побиједити. Но био је један од првих почасних чланова Британског скијашког клуба.
Дојл је био укључен и у кампању за реформе афричке Слободне Државе Конго заједно с новинаром Едмундом Дином Морелом и дипломатом Роџером Кејсментом. Написао је Криминал Конга 1909, дуги памфлет који описује злочине у Конгу. Морел и Кејсмент дали су му инспирацију за ликове дјела Изгубљени свијет из 1912. Разишао се с њима почетком Првог свјетског рата јер је Морел био вођа пацифиста, а Кејсмент је издао Британију због Ирског порекла.
У касним годинама, Дојл се везао за спиритуализам и написао је роман с ликом Професора Челенџера под именом Земља магле. Једна од његових чуднијих књига је The Coming Of the Fairies из 1921. јер је био увјерен у истинитост фотографија вила из Котинглеја које су биле главна инспирација за дјело у којем су се могле прочитати теорије о вилама и духовима. Након овог дјела његова збирка краћих прича Авантуре Шерлока Холмса забрањена је у Совјетском Савезу 1929. због окултизма, но та је забрана касније укинута.
Дојл је једно вријеме био пријатељ Харија Худинија, великог противника спиритуалистичког покрета. Иако је Худини сматрао спиритуалистичке пророке варалицама (покушавајући их разоткрити) Дојл је мислио да и Худини има натприродне моћи, а то је показао у дјелу Ивица немогућег. Худини није успио увјерити Дојла да су то само чаробњачки трикови, па је пријатељство раскинуто.
Дојл је сахрањен у дворишту цркве у Минстиду у Њуфоресту, Хемпшир, Енглеска.
У јужноенглеском градићу Краубороу, у којем је Дојл живио 23 године, подигнут је споменик у његову част, а на Пикарди Плејсу у Единбургу, близу Дојлове родне куће стоји споменик Шерлоку Холмсу.

## Медицинска каријера
Од 1876. до 1881. Дојл је студирао медицину на Медицинском факултету Универзитета у Единбургу; током овог периода провео је време радећи у Астону (тада град у Вoрвикширу, сада део Бирмингема), Шефилду и Рaјтон-XI-Таунс, Шропшир. Такође је током овог периода студирао практичну ботанику у Краљевској ботаничкој башти у Единбургу. Док је студирао, Дојл је почео да пише кратке приче. Његова најранија сачувана фикција, „The Haunted Grange of Goresthorpe“, неуспешно је поднесена Блеквуд магазину. Његово прво објављено дело, „Мистерија долине Сасаса“, прича смештена у Јужној Африци, штампано је у Чејмберсовом часопису Единбург 6. септембра 1879. године. Дана 20. септембра 1879, објавио је свој први академски чланак, „Gelsemium као отров“ у British Medical Journal, студију коју је Дејли Телеграф сматрао потенцијално корисном у истрази убиства у 21. веку.
Дојл је био доктор на гренландском китоловцу Хоуп од Питерхеда 1880. године. Дана 11. јула 1880, Хоуп Џона Греја и Еклипса Дејвида Греја састали су се са Ејром и Ли Смитом. Фотограф В. Џ. А. Грант снимио је фотографију на броду Ејра на којо је Дојл заједно са Смитом, браћом Греј и бродским хирургом Вилијамом Нилом, који су били чланови Смитове експедиције. Та експедиција је истраживала Земљу Франца Јосифа и довела до именовања 18. августа рта Флора, острва Бел, Најтингејл Саунда, острва Гратон („Ујка Џо“) и острва Мејбл.
Након што је дипломирао медицину и магистрирао хирургију на Универзитету у Единбургу 1881. године, био је бродски хирург на СС Мајумба током путовања до обале Западне Африке. Стекао је диплому доктора медицине (напредни степен изнад основне медицинске квалификације у УК) са дисертацијом о tabes dorsalis 1885. године.
Године 1882, Дојл се удружио са својим бившим колегом из разреда Џорџом Тернавином Бадом у медицинској пракси у Плимуту, али се њихов однос показао тешким, и Дојл је убрзо отишао да би основао независну ординацију. Стигавши у Портсмут у јуну 1882, са мање од 10 фунти (1100 фунти у 2019.) у свом поседу, основао је медицинску ординацију у 1 Буш Вилас у Елм Гроуву, Саутси. Ординација није била успешна. Док је чекао пацијенте, Дојл се вратио писању фикције.
Дојл је био упорни присталица обавезне вакцинације и написао је неколико чланака у којима је заступао ову праксу и осудио ставове антивакцинатора.
Након посете Венецији и Милану, провео је неколико дана у Паризу посматрајући Едмунда Ландолта, стручњака за болести ока. У року од три месеца од свог одласка у Беч, Дојл се вратио у Лондон. Отворио је малу канцеларију и салу за консултације на адреси 2 Апер Вимпол, или 2 Девоншир Плејс, како је тада звало. (Данас постоји спомен плоча Градског већа Вестминстера изнад улазних врата.) Према његовој аутобиографији, није имао пацијената, и његови напори као офталмолога били су неуспешни.

### Шерлок Холмс
- Црвена нит (1887)
- Знак четворице (1890)
- Авантуре Шерлока Холмса (1892)
- Мемоари Шерлока Холмса (1894)
- Баскервилски пас (1902)
- Повратак Шерлока Холмса (1904)
- Долина страха (1914)
- Његов последњи подвиг (1917)
- Архива Шерлока Холмса (1927)

### Остало
- Бела чета (1891)
- Предмет бр. 249 (1892)
- Паразит (1894)
- Ишчезли свет (1912)
- Ужас у висинама (1918)